# Stare Selo, Jovkva
Stare Selo (în ucraineană Старе Село) este un sat în comuna Lîpnîk din raionul Jovkva, regiunea Liov, Ucraina.

## Demografie
Componența lingvistică a localității Stare Selo
     Ucraineană (99,16%)
     Alte limbi (0,56%)
Conform recensământului din 2001, majoritatea populației localității Stare Selo era vorbitoare de ucraineană (99,16%), existând în minoritate și vorbitori de alte limbi.